# Uroporfiryna
Uroporfiryna – organiczny związek chemiczny z grupy porfiryn. Zawiera cztery heterocykliczne pierścienie pirolu, do których przyłączonych jest osiem podstawników – cztery reszty octanowe (A) i cztery propionianowe (P). Naturalnie występują dwa izomery podstawienia, oznaczane numerami I i III. Różnią się one położeniem podstawników przy jednym z pierścieni pirolowych, dla którego przyjmuje się numer IV. W uroporfirynie I wszystkie podstawniki A i P ułożone są naprzemiennie, natomiast w uroporfirynie III w pierścieniu IV podstawniki A i P są zamienione miejscami. Izomer ten dominuje w produktach naturalnych, m.in. tego typu szkielet występuje w hemie.
Związki te odkryte zostały w moczu (łac. urina), stąd też pochodzi ich nazwa.